# Snønipa
Snønipa is een berg van 1827 meter hoog met de gletsjer Myklebustbreen in de gemeente Sunnfjord in de Noorse provincie Vestland.